# Madrid–Sevilla nagysebességű vasútvonal
A Madrid–Sevilla nagysebességű vasútvonal egy 471,8 km hosszú nagysebességű vasútvonal Spanyolországban Madrid és Sevilla között. Ez volt az ország első nagysebességű vonala. 1992. április 21-én, a sevillai világkiállítás megnyitója előtt nyílt meg, átadása után a főváros és Sevilla között az eljutási idő megfeleződött, csak 2,5 óra lett.
A vonal kétvágányú, 25 kV 50 Hz-cel villamosított, normál nyomtávú, engedélyezett sebesség 300 km/h.
A járműtenderen indult a német Siemens és a Talgo is. Végül a francia Alstom szállította a járműveket, ennek azonban inkább politikai, mint műszaki okai voltak.
A szolgáltatás a menetrendben szereplő időhöz képest maximum 5 perces késést garantál, ellenkező esetben a társaság a teljes jegyárat visszafizeti. A vonatok rendkívül pontosak, a járatok csupán 0,16%-a késik. Ezen a viszonylaton az AVE pontossága kivételes, összehasonlítva a RENFE által kiszolgált bármelyik, nem nagy távolságú vonatéval.

## Az útvonal
A vonal kezdete a Madrid Atocha állomás, a vasútvonal keresztülhalad 31 hídon (teljes hossz: 9845 m) és 17 alagúton (teljes hossza 16 030 m). Útja során áthalad a kasztíliai felföldön.
A vonal Madrid-Atochából indul és 31 hídon (teljes hossza 9845 méter) és 17 alagúton (teljes hossza 16,03 kilométer) halad át a Belső-fennsík déli felének síkságain. Toledótól délre, valamint a Sierra Morena átkelésekor 800 méteres magasságig emelkedik, majd Sevilla felé közeledve nagyjából tengerszint feletti magasságba ereszkedik. A vonal végállomása a Sevilla Santa Justa vasútállomás.

## Műszaki részletek
A nagysebességű vonal a spanyol vasúthálózat többi részével ellentétben normál nyomtávval épült. A feszültség 3000 V egyenfeszültség helyett 25 kV váltakozó feszültségű. Tizenkét transzformátor táplálja a felsővezetékeket. A vonal kezdő- és végpontja előtt mintegy 8 kilométerrel a vonal párhuzamosan halad a helyi egyenárammal villamosított vágányokkal.
A vonalat az 1980-as években a német Hannover–Würzburg nagysebességű vasútvonalra és a Mannheim–Stuttgart nagysebességű vasútvonalra kifejlesztett jelzőrendszerrel szerelték fel.
2006 végén a spanyol kormányzati ügynökség, az ADIF 12,6 millió euró értékben műszaki változtatásokat rendelt el a vonal mentén a biztonsági rendszereken, hogy a jövőben a RENFE 104 sorozatú vonatok 180 km/h helyett 200 km/h-val közlekedhessenek. További 4,1 millió eurót költöttek az ASFA vonatbiztonsági rendszer módosítására.
A vonal mentén lévő vasútállomások között áthaladó állomások és szükségállomások találhatók (spanyolul: Puesto de adelantamiento y estacionamiento de trenes, rövidítve. PAET). Ezek lehetővé teszik a gyorsabb vonatoknak a lassabb vonatok megelőzését, valamint a mentővonatok parkolását. Ezen kívül a legtöbb ilyen állomáson vannak olyan alapperonok, amelyeken vészhelyzet esetén az utasok leszállhatnak és átszállhatnak buszokra.
A vonatok 300 km/h sebességgel közlekednek a vonalon a Madridhoz közeli szakaszokon. A Sierra Morena térségében 200 km/h sebességgel haladnak, valószínűleg azért, mert az S/100 vonatok nem rendelkeznek nyomásszigeteléssel, és ez a szakasz sok alagutat tartalmaz, valamint a Sierra Morena szoros kanyarulatai miatt (időnként akár 2300 méternél is kisebb sugarú). Egy 200 km/h sebességű pálya 1800 m, egy 400 km/h sebességű pálya pedig 7200 m sugarú íveket igényel. Mivel a szükséges ívek a legnagyobb sebesség négyzetével arányosan nő, a legnagyobb biztonságos sebesség 2300 m-es ívek esetén 226 km/h lenne, feltéve, hogy nincs billenő technológia. A Sierra Morena szakaszon csak az AVE 100-as, az AVE 102-es és az AVE 103 sorozat közlekedik, amelyek közül csak az AVE 102 sorozat rendelkezik billenő technológiával. A vonatok végsebessége 250 km/h Córdoba és Sevilla között, valószínűleg a vonalat szintén használó Avant járatok miatt, amelyek vonatai 250 km/h sebességre vannak korlátozva. A legtöbb út során a vonatok az út egy nagyon kis részét 250 km/h sebesség felett teszik meg, bár a málagai ág nagy részét 300 km/h sebességgel teszik meg (kivéve az állomások megközelítését, valamint a Gobantes és Abdalajís alagutakat). A vonatok körülbelül 160 km/h-ra lassulnak le, amikor Ciudad Real állomáson keresztül haladnak. A Puertollano állomáson áthaladva szintén 70 km/h-ra kell lassítaniuk az állomás szűk kanyarulatai miatt.

## Története
1986. október 11-én a spanyol kormány úgy döntött, hogy új vasútvonalat épít Madrid és Sevilla között. 1988. február 25-én következett a 24 nagysebességű AVE vonat beszerzésére kiírt nemzetközi pályázat; ezeket a vonatokat 1988. december 23-ig megrendelték. Az első, a TGV-k harmadik generációján alapuló vonatot 1991. október 10-én adták át.
1988 decemberében úgy döntöttek, hogy az új vonalat normál nyomtávú pályán építik meg. Az építkezést 1989. március 16-án rendelték meg, és 33 hónapig tartott; a tényleges építési tevékenység csak 24 hónapig tartott. A vonal kereskedelmi célú használata 1992. április 21-én kezdődött meg. Az első hetekben több mint 23 ezer utas használta az új vonatokat, ami 81%-os kihasználtságot jelent.
1992. április 20-án indultak el a járatok Madrid és Sevilla között. A megállás nélküli menetidő a két város között 2:45 óra volt; Ciudad Real, Puertollano és Córdoba megállókkal 2:55 óra.
2014-ben új állomást építettek Villanueva de Córdobában, Córdoba és Puertollano között, hogy javítsák a Los Pedroches régió elérhetőségét.
A vonal később andalúziai elágazásokat kapott. 2015 októberében 14 éves munkálatok után befejeződött a Madrid–Sevilla nagysebességű vasútvonal meghosszabbítása a cádizi vasútállomásig, és az Alvia vonatokkal 200 km/h sebességig közlekedő vonatokat állítottak forgalomba.

### Hatása
Az új vasútvonal gyökeresen megváltoztatta a Madrid és Sevilla közötti közlekedési módok megoszlását. A légi közlekedés aránya 1991 és 1994 között 40%-ról 13%-ra csökkent; a személygépkocsi és az autóbusz együttes aránya 44%-ról 36%-ra csökkent. A vasúti forgalom aránya 16%-ról 51%-ra nőtt, míg a teljes forgalom 35%-kal emelkedett.
1997-ben mintegy 4,4 millió utas utazott a vonalon, 1998-ban 4,75 millió. 1999-re a vonatok több mint négyszer annyi utast szállítottak Sevilla és Madrid között, mint a repülőgépek.

## Képek

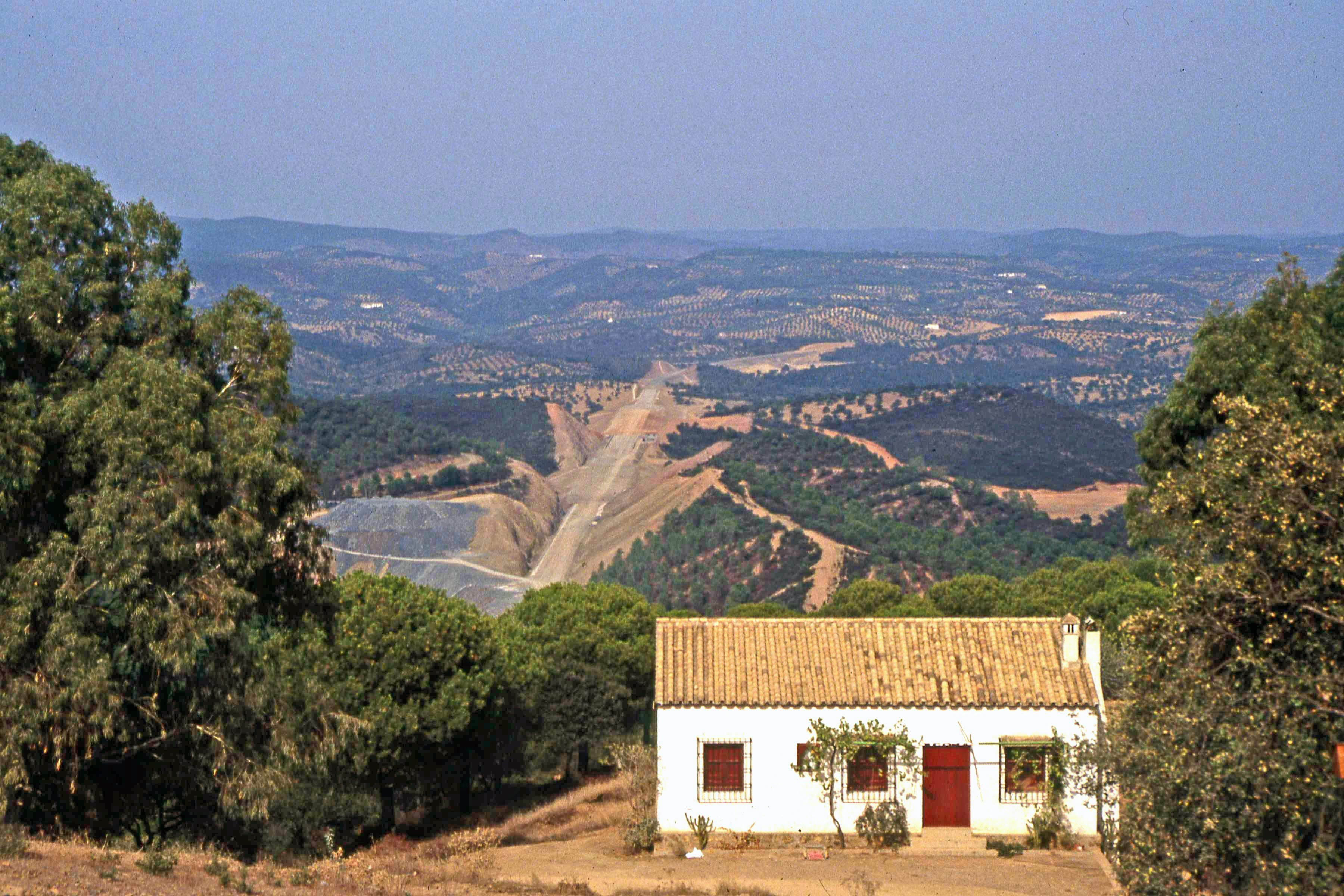
Az épülő vonal Andalúziában
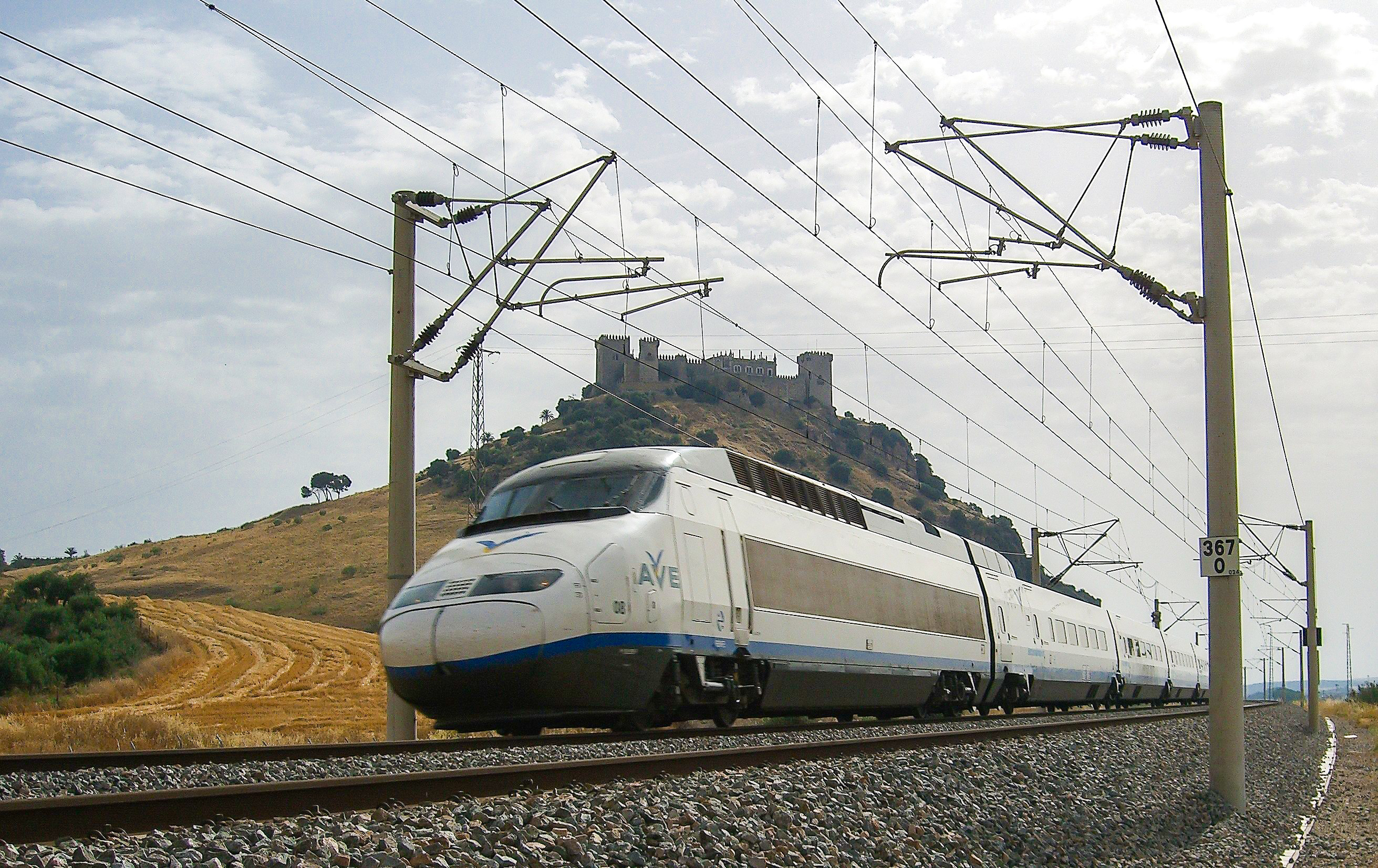
RENFE 100 sorozatú motorvonat a vonalon
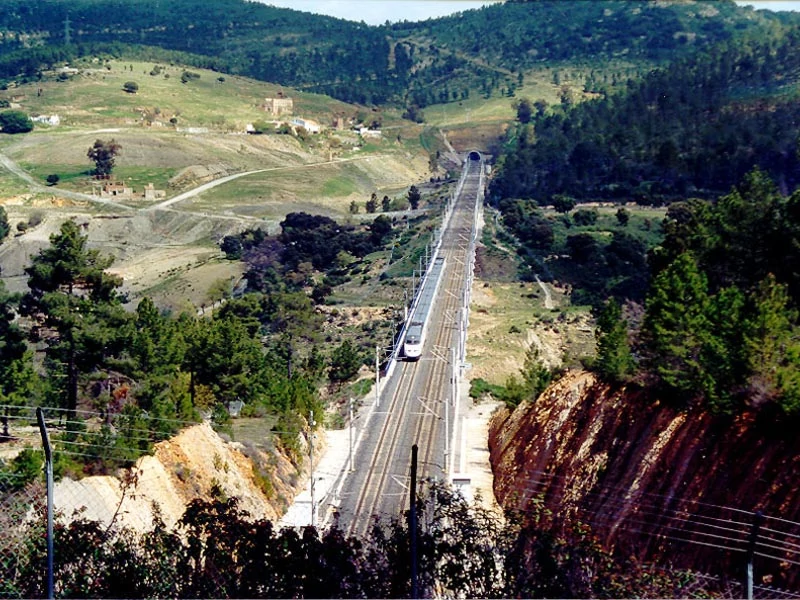
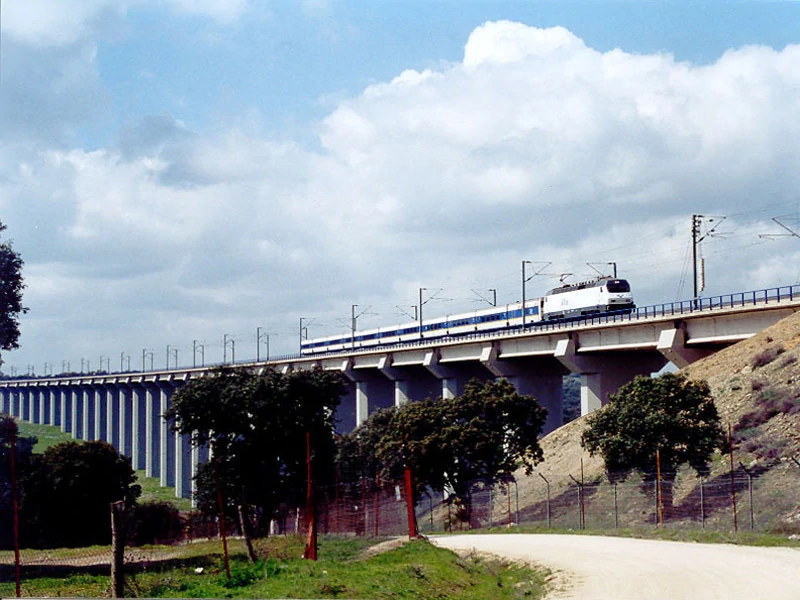
Mozdonyos vonat a vonalon
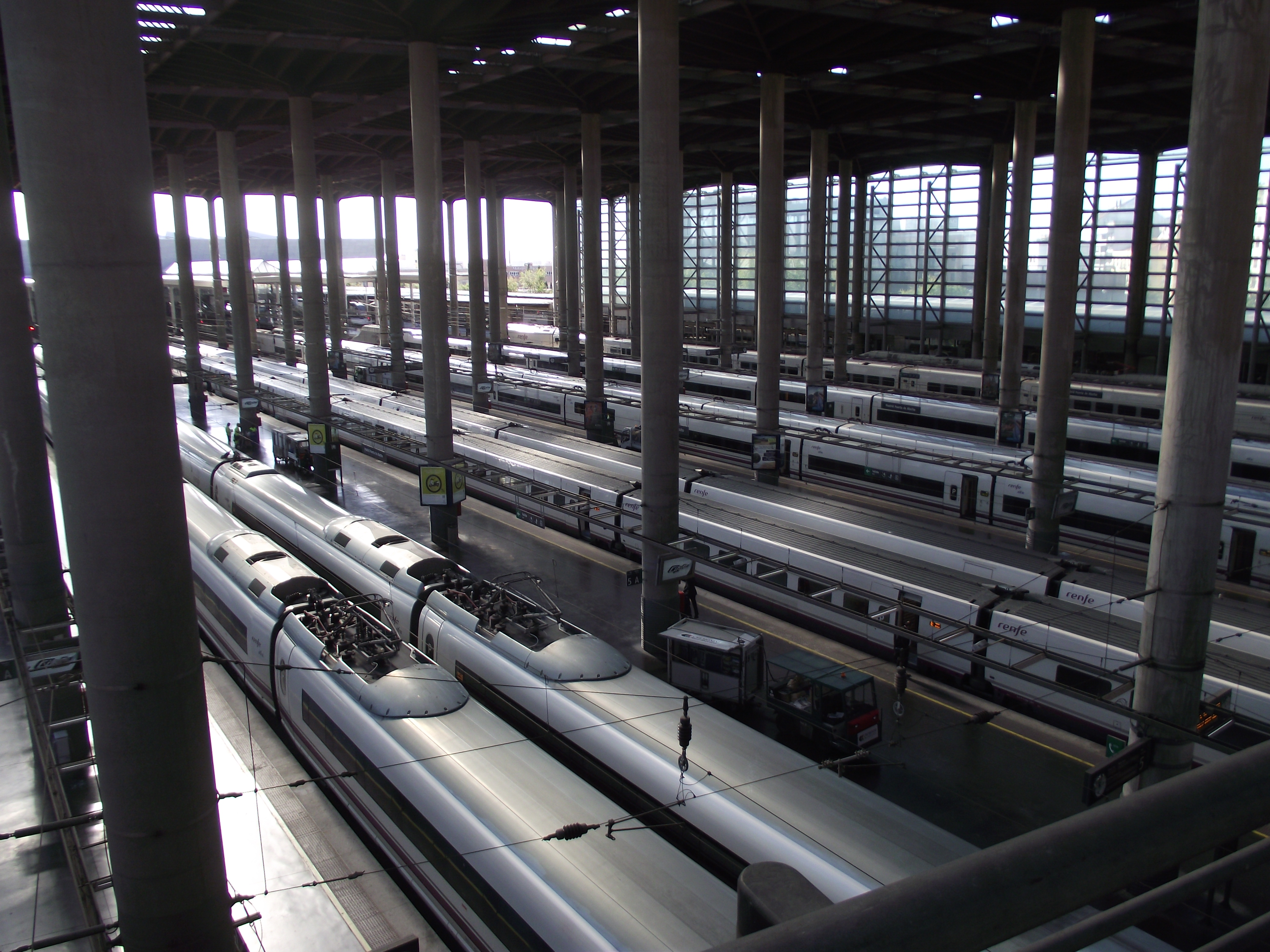
Madrid Atocha, a vonal kezdete